# Баландин, Александр Николаевич
Алекса́ндр Никола́евич Бала́ндин (род. 30 июля 1953) — российский космонавт, Герой Советского Союза. Совершил единственный длительный (179 суток) полёт на «Союз ТМ-9» и орбитальной станции «Мир». Позывной в полёте — «Родник-2».

## Биография
Родился 30 июля 1953 года в городе Фрязино. В 1970 году окончил среднюю школу во Фрязино, в 1976 — МВТУ по специальности «Динамика полёта и управление». Работал инженером в подмосковном НПО «Энергия».
8 декабря 1978 года зачислен в отряд космонавтов (5-й набор гражданских специалистов НПО «Энергия»), готовился к полётам на корабле многоразового использования «Буран» (1979—1984), кораблях «Союз-ТМ» и орбитальной станции «Мир». В сентябре 1989 года — бортинженер дублирующего экипажа «Союз ТМ-8». 5 сентября 1989 Союз ТМ-8 поднялся на орбиту с основным экипажем (А. А. Серебров и А. С. Викторенко).

### Союз ТМ-9
11 февраля 1990 года командир корабля «Союз ТМ-9» А. Я. Соловьёв и бортинженер А. Н. Баландин поднялись на орбиту для выполнения шестой по счёту длительной экспедиции на «Мир», на смену Сереброву и Викторенко.
Среди множества целей экспедиции был монтаж и запуск в эксплуатацию «Кристалла» — нового модуля «Мира», — однако началась она с аварийной тревоги: после стыковки с «Миром» (13 февраля) Соловьёв и Баландин обнаружили серьёзные повреждения термоизоляции спускаемого аппарата «Союза». Вероятные нарушения теплового режима станции, помимо дискомфорта для экипажа, могли привести к нежелательной конденсации влаги на приборах и отказам электрооборудования. Кроме того, обрывки изоляции могли блокировать оптические навигационные приборы. В итоге состояние Союза ТМ-9 было признано удовлетворительным для возвращения; 19 февраля Серебров и Викторенко покинули «Мир» на «Союзе ТМ-8» и благополучно вернулись на Землю.
3 марта на станцию прибыл грузовой Прогресс М-3; замена и установка доставленного оборудования заняла весь март. 7 мая на станцию прибыл Прогресс-42 — 43-й по счёту и последний в серии; на борту, среди прочего, был ремонтный комплект для повреждённого «Союза». Необходимость принять «Прогресс» старой серии оттягивала ввод в строй нового бортового компьютера, из-за которого, в свою очередь, откладывался запуск «Кристалла». После отладки новых систем «Мира» «Кристалл» поднялся на орбиту 31 мая. Первая попытка стыковки (6 июня) оказалась неудачной; со второй попытки, 10 июня, «Кристалл» состыковался с «Миром», а 11 июня был перемещён к боковому стыковочному узлу напротив «Кванта-2», уравновесив конфигурацию станции.
Перед возвращением на Землю экипажу всё же пришлось заняться ремонтом термоизоляции «Союза» и шлюза «Кванта-2». Ни Баландин, ни Соловьёв не готовились специально к ремонтным выходам в космос. 17 июля 1990 года Баландин и Соловьёв совершили первый выход в космос, который занял 7 часов 16 минут — при штатном ресурсе скафандра не более 6.5 часов. Второй выход занял 3 часа 31 минуту.
3 августа на станцию прибыла смена — Г. М. Манаков и Г. М. Стрекалов. 9 августа, после 179 дней в космосе, Баландин и Соловьёв благополучно приземлились в 70 км от Аркалыка.
Культурная программа «Космос — Человек — Культура»
Впервые в истории космонавтики Александр Баландин соединил орбитальную вахту с выполнением обширной культурной миссии. На пилотируемом комплексе «Мир» была открыта выставка рисунков профессиональных художников и детей. С борта комплекса шли бесчисленные репортажи и трансляции, звучали обращения к людям доброй воли нашей планеты вне зависимости от их национальности, вероисповедания и других различий. Лётчик-космонавт Алексей Леонов, комментируя этот полёт, сказал тогда: «Достичь согласия на Земле и в Космосе нелегко. Но мы должны одержать эту победу».
Впервые Знамя Мира было поднято над планетой космонавтами А. Баландиным и А. Соловьёвым. Оно находилось на борту орбитальной станции «Мир» с февраля по август 1990 года и было вынесено в открытый Космос во время первого выхода, где находилось 9 суток и совершило 144 витка вокруг Земли. Под этим Знаменем состоялся сеанс телекосмической связи 25 марта 1990 года.
После полёта на специальной пресс-конференции в Ленинграде Александр Баландин передал это Знамя Мира Интерьерному театру, а тот вручил его председателю комиссии по культуре Ленсовета.
Статистика
| # | Стартовый корабль | Старт, UTC        | Экспедиция       | Корабль посадки | Посадка, UTC      | Налёт                     | Выходы в открытый космос | Время в открытом космосе |
| - | ----------------- | ----------------- | ---------------- | --------------- | ----------------- | ------------------------- | ------------------------ | ------------------------ |
| 1 | Союз ТМ-9         | 11.02.1990, 06:16 | Союз ТМ-9, Мир-6 | Союз ТМ-9       | 09.08.1990, 07:33 | 179 суток 01 час 17 минут | 2                        | 10 часов 45 минут        |
|   |                   |                   |                  |                 |                   | 179 суток 01 час 17 минут | 2                        | 10 часов 45 минут        |

Указом Президиума Верховного Совета СССР от 11 августа 1990 года за успешное выполнение программы полёта и проявленные при этом мужество и героизм Баландину присвоено звание Героя Советского Союза.
26 июня 1992 года отстранён от подготовки к полётам по состоянию здоровья, покинул отряд космонавтов 17 октября 1994 года в связи с уходом на пенсию по выслуге лет.
Имеет дочь и сына (1984, 1990 годов рождения).

## Награды
- Герой Советского Союза (Указ Президента СССР от 11.08.1990 № 551)
- Орден Ленина
- Медаль «За заслуги в освоении космоса» (12 апреля 2011 года) — за большие заслуги в области исследования, освоения и использования космического пространства, многолетнюю добросовестную работу, активную общественную деятельность[4]
- Медаль Алексея Леонова (Кемеровская область, 2015) — за два совершённых выхода в открытый космос[5]
- Орден Бернардо О'Хиггинса (La Orden de Bernardo O’Higgins, Чили, 2006).